# José Lai Hung-seng
José Lai Hung-seng (chiń. 黎鴻昇, ur. 14 stycznia 1946 w Makau) – duchowny katolicki z Makau, biskup Makau w latach 2003-2016.

## Życiorys
28 października 1972 otrzymał święcenia kapłańskie. Był m.in. rektorem niższego seminarium duchownego w Makau (1978-1989) oraz proboszczem parafii katedralnej (1988-2001).
23 stycznia 2001 został mianowany przez Jana Pawła II biskupem koadiutorem Makau. Sakry biskupiej 2 czerwca 2001 udzielił mu ówczesny biskup Makau, Domingos Lam Ka Tseung. W dniu 30 czerwca 2003 roku został mianowany biskupem tej diecezji.
16 stycznia 2016 papież przyjął jego rezygnację z pełnionego urzędu złożoną ze względów zdrowotnych, a jego następcą został ogłoszony biskup Stephen Lee Bun Sang.